# Бромме

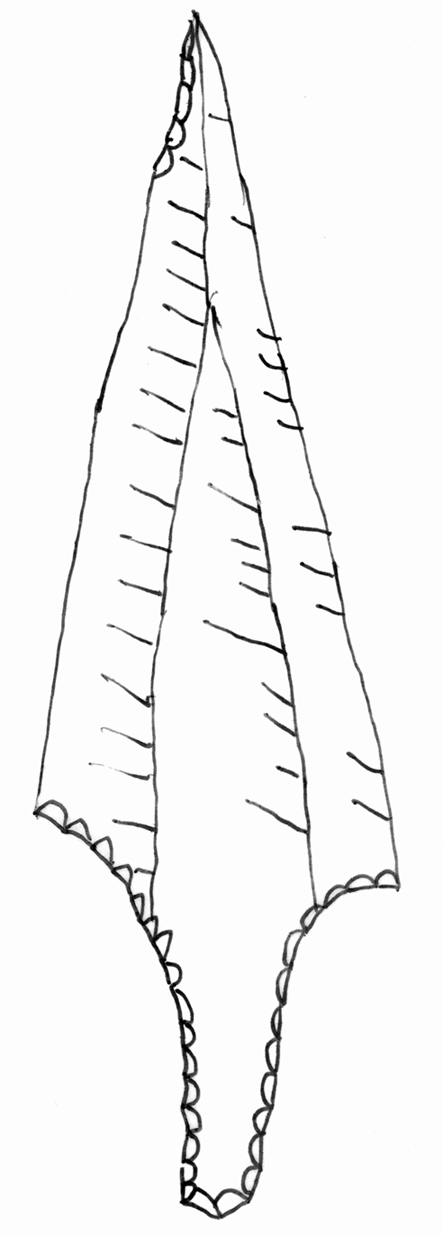
Наконечник стрелы, культура Бромме

Культура Бромме — культура позднего верхнего палеолита, существовавшая в «аллерёдский межледниковый период», около 9700 — 9000 гг. до н. э. (некалиброванная датировка).
Возможно, причиной возникновения культуры Бромме стало извержение плинианского типа супервулкана Лах примерно около 10 930 лет до н. э. (поздний дриас), в кальдере которого образовалось Лаахское озеро.
Культура названа по палеолитической стоянке у посёлка Бромме на западе Зеландии, известна по нескольким стоянкам в Дании и Шлезвиг-Гольштейне. В Швеции данная культура известна по древнейшему поселению в этой стране, Сегебру близ Мальмё.
Для культуры характерны грубые каменные обломки, используемые в качестве орудий любого рода, в основном шил, скребков, наконечников стрел. Каменные топоры не обнаружены.
В это время основной дичью был северный олень, однако люди Бромме охотились также на лося, росомаху и бобра. Ландшафт представлял собой сочетание тайги и тундры.
Культура Бромме и Аренсбургская культура настолько похожи по своим чертам, что археологи предлагали объединить их под общим названием «культура Люнгбю» (en:Lyngby culture), при этом Бромме рассматривается как более старый северный вариант культуры.
Одним из потомков считается Красносельская культура в Полесье.